# تیپ ۴۸ فتح

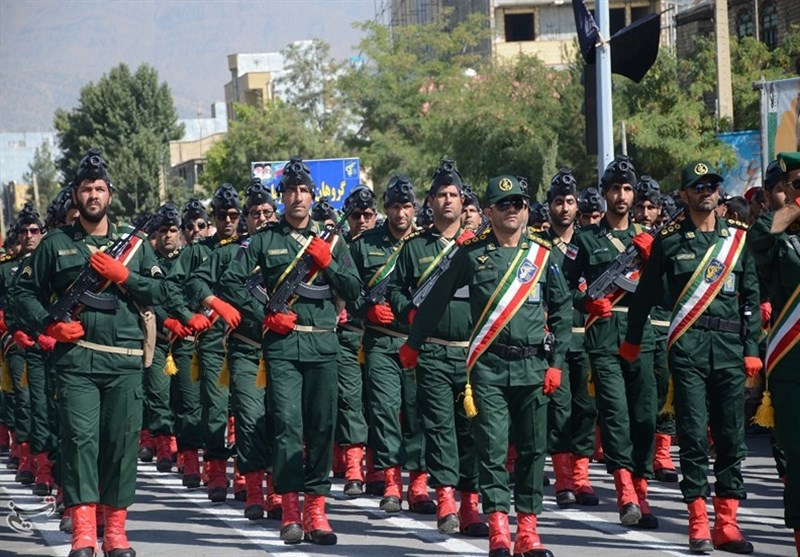
رژه نیروهای تیپ ۴۷ فتح به‌مناسبت سالگرد جنگ ایران و عراق در یاسوج، سال ۱۳۹۸

تیپ عملیاتی مردم‌پایهٔ ۴۸ فتح یا به اختصار تیپ ۴۸ فتح از تیپ‌های پیاده نیروی زمینی سپاه پاسداران انقلاب اسلامی است، که ستاد فرماندهی و پادگان آن در شهر یاسوج، استان کهگیلویه و بویراحمد مستقر می‌باشد.
پیشینه شکل‌گیری این یگان به سال ۱۳۶۱ و تشکیل تیپ ۱۵ امام حسن در خلال جنگ ایران و عراق بازمی‌گردد. تیپ ۴۸ فتح در آذرماه سال ۱۳۶۵ پس از اجرای عملیات کربلای ۱ از یگان‌های تیپ ۱۵ امام‌حسن تأسیس شد و نخستین فرمانده آن سیف‌الله حیدرپور بود. این تیپ در عملیات‌های والفجر ۸، کربلای ۴، کربلای ۵ و کربلای ۱۰، بیت‌المقدس ۲ و بیت‌المقدس ۴ به‌عنوان یگان عمل‌کننده در نبرد شرکت داشت. در طول جنگ ۱۵۲۰ نفر از اعضای این تیپ کشته شدند. هم‌اکنون سرتیپ‌دوم پاسدار حسن حکمتیان فرماندهی تیپ ۴۸ فتح را برعهده دارد.